# マグニファイエンタテインメント
マグニファイエンタテインメント株式会社（MAGNIFY Entertainment INC.）は、東京都品川区に所在する、日本の芸能事務所。

## 概要
2007年に、web関連の制作会社として「マグニファイ」が事業発足し、芸能事務所としてタレントのマネジメント業へと拡大した。
2017年に、タレントマネジメント事業部門を別会社として独立し、マグニファイエンタテインメントとなった。
旧社との役員及び資本関係は一切なく、事業継承をした別法人である。

## 所属タレント一覧

### タレント
- RaMu
- 九十九黄助
- 岡奈なな子
- 小島みゆ
- 松嶋えいみ
- 真田まこと
- 神川さあや
- 辻りりさ
- 悠木ゆうか
- 佐藤なつき
- 鞠奈
- 市原薫
- 日夏カノ
- 倉園ひかる
- 永瀬永茉
- 阿久津真央
- 宮永薫
- 未梨一花（業務提携）

### アーティスト
- pretty noob（業務提携）

### 文化人
- 石川英治（ハッカー、インターネット犯罪評論家）
- 今野裕幸（探偵）

## 過去の所属タレント
- 明丸はむ
- 雅楽代りか
- 大塚びる
- 海里
- 紺野栞
- 桜田愛音
- 谷かえ